# Zaharovo
Заха́рово je selo koje ulazi u sastav seoskog naselja Zaharovsko-odincovskog rajona Moskovske oblasti Rusije.
Nalazi se 24 km od administrativnog centra rajona, grada Odincova, kod ušća rijeka Šaravoka i Ploščanica. Rubom sela prolazi Zvenigorodska autocesta i željeznička postaja Zaharovo Zvenigradskog ogranka Smolenskog pravca Moskovske željeznice.

## Vanjske poveznice
- Portal Odincovo: Zaharovo
- Pushkin.niv, Zaharovo  Arhivirana inačica izvorne stranice od 2. rujna 2013. (Wayback Machine)